# Trädtaklök
Trädtaklök (Aeonium arboreum) är en suckulent växt inom släktet Aeonium och familjen fetbladsväxter. Trädtaklök har klargröna, glänsande, spatelformade blad som bildar cirkelrunda samlingar i grentopparna på plantan. Varje bladsamling är omkring 10 centimeter i diameter. I det naturliga beståndet kan en planta bli 150 centimeter hög, men som krukväxt når den sällan dessa mått. Blommorna är gula och cirka 1,5 centimeter breda. De sitter samlade i klasar på upprätta stänglar. Formen atropurpureum har mörkt purpurröda blad.
Namnet aeonium är ett gammalt namn som användes av Dioscorides på en växt som liknar trädtaklöken. Arboreum betyder trädlik.

## Förekomst
Trädtaklök påträffas som vilt bestånd i torrt och varmt klimat i Marocko, Madeira.

## Odling
Trädtaklök bör odlas så ljust som möjligt, även direkt sol går bra. I synnerhet den röda formen kräver sol för att utveckla sin djupa färg. Eftersom trädtaklöken är en suckulent har den förmåga att lagra vatten i bladen och tål därför torka bra. Den bör vattnas rikligt vid varje vattning, men jorden bör få torka upp helt mellan vattningarna, särskilt vintertid. Näringsbehovet är inte stort. Näringstillskott en gång i månaden från vår till höst räcker bra. Under växtperioden är normal rumstemperatur att rekommendera, men vintertid är det en fördel med lägre temperatur. Trädtaklök tål ända ned till 8°C, men då bör även vattningen nästan helt utebli. Bästa vintertemperaturen är 10-15°C. Omplantering på våren i väl dränerad jord med extra sand och Lecakulor i. Plantera om med ett par års mellanrum i ganska små krukor. Plantorna kan stå utomhus under sommaren, men bör skyddas under längre regnperioder.
Trädtaklök förökas genom att man skär av hela bladrosetter och sätter dem i krukor, som sticklingar. Den kan även förökas med bladsticklingar, som först får ligga några dagar så att snittytan torkar.